# Filmes de 1958 da Allied Artists Pictures

## Filmes do ano
| Título Original             | Título no Brasil           | Estrelado por       | Dirigido por        | Gênero            |
| --------------------------- | -------------------------- | ------------------- | ------------------- | ----------------- |
| The Accursed!               |                            | Donald Wolfit       | Michael McCarthy    | Espionagem        |
| [Attack of the 50 Ft. Woman | A Mulher de 15 Metros      | Allison Hayes       | Nathan Juran        | Ficção Científica |
| The Beast of Budapest       | A Fera de Budapeste        | Gerald Milton       | Harmon C. Jones     | Guerra            |
| Blonde Blackmailer          |                            | Richard Arlen       | Charles Deane       | Policial          |
| The Bride and the Beast     |                            | Charlotte Austin    | Adrian Weiss        | Terror            |
| Bullwhip                    | A Vingança Deixa Sua Marca | Guy Madison         | Harmon C. Jones     | Faroeste          |
| Cole Younger, Gunfighter    | Seu Destino de Glória      | Frank Lovejoy       | R. G. Springsteen   | Faroeste          |
| Contraband Spain            |                            | Richard Greene      | Lawrence Huntington | Policial          |
| Cry Baby Killer             | A Um Passo do Crime        | Jack Nicholson      | Jus Addiss          | Policial          |
| Frankenstein 1970           | O Castelo de Frankenstein  | Boris Karloff       | Howard W. Koch      | Terror            |
| The Good Companions         |                            | Eric Portman        | J. Lee Thompson     | Musical           |
| Gunsmoke in Tucson          | Matar Era Minha Profissão  | Mark Stevens        | Thomas Carr         | Faroeste          |
| Hell's Five Hours           | Cinco Horas no Inferno     | Stephen McNally     | Jack L. Copeland    | Suspense          |
| Hong Kong Affair            | Intriga em Hong Kong       | Jack Kelly          | Paul F. Heard       | Policial          |
| Hot Car Girl                | Sangue na Estrada          | Richard Bakalyan    | Bernard L. Kowalski | Drama             |
| The Inbetween Age           |                            | Lee Patterson       | Don Sharp           | Musical           |
| In the Money                |                            | Huntz Hall          | William Beaudine    | Comédia           |
| It's Never Too Late         |                            | Phillys Calvert     | Michael McCarthy    | Comédia           |
| Johnny Rocco                | A Morte Selou Seus Lábios  | Richard Eyer        | Paul Landres        | Policial          |
| Joy Ride                    |                            | Rad Fulton          | William Bernds      | Policial          |
| Legion of the Doomed        | Legião dos Condenados      | Bill Williams       | Thor Brooks         | Aventura          |
| The Littlest Hobo           | O Pequeno Vagabundo        | Buddy Hart          | Charles R. Rondeau  | Aventura          |
| Macabre                     | Macabro                    | William Prince      | William Castle      | Terror            |
| Man from God's Country      | Duelo ao Amanhecer         | George Montgomery   | Paul Landres        | Faroeste          |
| Never Love a Stranger       | Império de Um Gângster     | John Drew Barrymore | Robert Stevens      | Policial          |
| New Orleans After Dark      |                            | Stacy Harris        | John Sledge         | Policial          |
| Now and Forever             |                            | Janette Scott       | Mario Zampi         | Drama             |
| The Pagans                  | O Saque de Roma            | Pierre Cressoy      | Ferrucio Cerio      | Épico             |
| Quantrill's Raiders         | Emboscada Heroica          | Steve Cochran       | Edward Bernds       | Faroeste          |
| Queen of Outer Space        | Rebelião dos Planetas      | Zsa Zsa Gabor       | Edward Bernds       | Ficção Científica |
| The Rawhide Trail           | Pista Sanguinária          | Rex Reason          | Robert Gordon       | Faroeste          |
| Revolt in the Big House     | Fúria de Um Condenado      | Gene Evans          | R. G. Springsteen   | Drama             |
| Seven Guns to Mesa          |                            | Charles Quinlivan   | Edward Dein         | Faroeste          |
| Snowfire                    | Um Conto de Fadas          | Don Megowan         | Dorrell McGowan     | Faroeste          |
| Spy in the Sky              | Espionagem no Espaço       | Steve Brodie        | W. Lee Wilder       | Espionagem        |
| Unwed Mother                |                            | Norma Moore         | Walter A. Doniger   | Drama             |
| War of the Satellites       | Guerra de Satélites        | Dick Miller         | Roger Corman        | Ficção Científica |
| Wolf Larsen                 | Abutres do Mar             | Barry Sullivan      | Harmon C. Jones     | Aventura          |